# Eocorythoderus incredibilis
Eocorythoderus incredibilis (лат.) («Жук с ручкой», также «Жук-чемодан») — вид термитофильных пластинчатоусых жуков из подсемейства Aphodiinae, единственный в составе монотипического рода Eocorythoderus. Юго-восточная Азия: Камбоджа (Angkor, Siem Reap). Обнаружены в грибных садах в термитниках Macrotermes gilvus (Hagen, 1858) в момент их переноски термитами за специальный вырост на спине. Эта своеобразная «ручка для переноски» состоит из двух направленных друг к другу крючкообразных выростов (одного на надкрыльях, а другого на груди). Бескрылые жуки с редуцированными и сверху незаметными глазами. Длина коричневого тела от 2,81 до 2,96 мм. На каждом надкрылье по пять продольных бороздок.
Вид был впервые описан в 2012 году японским энтомологом Мунэтоси Маруямой (Munetoshi Maruyama; The Kyushu University Museum, Фукуока). Eocorythoderus наиболее близок к родовым таксонам Corythoderus Klug, 
1845 и Paracorythoderus Wasmann, 1918 (также из трибы Corythoderini). Некоторые термитофильные признаки (бескрылость и отсутствие глаз) сходны с родом Termitotrox Reichensperger, 1915 (например, Termitotrox cupido) из трибы Termitotrogini.